# Producător de televiziune
Un producător de televiziune este o persoană al cărei rol principal este acela de a controla toate aspectele producției de televiziune, începând cu dezvoltarea ideii care stă la baza producției respective și cu alegerea distribuției și terminând cu supravegherea filmărilor. Producătorul este adesea cel responsabil de calitatea și capacitatea de a supraviețui a produsului rezultat, deși atribuțiile sale depind de specificul fiecărei producții în parte.
Unii producători își asumă mai mult un rol executiv, de a concepe noi programe și de a le propune rețelelor de televiziune, iar în funcție de aprobări, se concentrează pe chestiuni de afaceri, precum stabilirea bugetului și încheierea contractelor. Alți producători se implică mai mult în activitățile zilnice de producție, precum scrierea scenariului, aranjarea locației de filmare, alegerea distribuției și chiar regie.